# Église Saint-Crépin-et-Saint-Crépinien de Bussiares
L'église Saint-Crépin-et-Saint-Crépinien est une église située à Bussiares, en France.

## Localisation
L'église est située sur la commune de Bussiares, dans le département de l'Aisne.

## Historique
Le monument est classé au titre des monuments historiques en 1920.